# Half-Life
Half-Life (estilizado como HλLF-LIFE) é um jogo eletrônico de tiro em primeira pessoa e ficção científica de 1998, desenvolvido pela Valve Corporation e publicado pela Sierra Studios para Microsoft Windows. É o produto de estreia da empresa e o primeiro na série Half-Life. Nele, o jogador assume o papel de Gordon Freeman, um físico teórico que precisa escapar do Black Mesa Research Facility após ele ser invadido por criaturas alienígenas em virtude de um experimento científico desastroso. A jogabilidade consiste em combate, exploração e quebra-cabeças.
A Valve estava decepcionada com a falta de inovação no gênero FPS e buscou criar um mundo imersivo em vez de uma "galeria de tiros". Ao contrário de outros jogos da época, o jogador tem controle quase ininterrupto do personagem; a história é vivenciada principalmente por meio de sequências roteirizadas e não de cutscenes. A Valve desenvolveu o jogo usando GoldSrc, uma versão bastante modificada do motor de Quake, licenciada pela id Software. O romancista de ficção científica Marc Laidlaw foi contratado para criar o enredo e auxiliar no design.
Half-Life foi aclamado por seus gráficos, jogabilidade e narrativa e ganhou mais de 50 prêmios de "Jogo do Ano" para PC. É considerado um dos jogos de tiro em primeira pessoa mais influentes e um dos melhores jogos eletrônicos já feitos. Em 2008, já havia vendido mais de nove milhões de cópias mundialmente. Foi portado para PlayStation 2 em 2001, junto com a expansão multijogador Decay, e para OS X e Linux em 2013. A Valve portou Half-Life para seu próprio motor de jogo, Source, como Half-Life: Source em 2004. Em 2020, Black Mesa foi lançado, um remake não oficial de Half-Life feito por fãs e desenvolvido pela Crowbar Collective usando o motor Source.
A IGN classificou Half-Life como o maior jogo de tiro em primeira pessoa de todos os tempos, declarando que "quando se olha para a história dos jogos de tiro em primeira pessoa, tudo se resume muito claramente em eras pré-Half-Life e pós-Half-Life". Half-Life inspirou vários mods feitos por fãs, alguns dos quais se tornaram jogos independentes, como Counter-Strike, Day of Defeat e Sven Co-op. O primeiro título da série foi seguido pelos pacotes de expansão Opposing Force (1999) e Blue Shift (2001), desenvolvidos pela Gearbox Software, e as sequências Half-Life 2 (2004), Episode One (2006), Episode Two (2007) e Half-Life: Alyx (2020).

## Jogabilidade

Nesta cena, o jogador deve atravessar uma represa protegida por um helicóptero apache, um grupo de soldados e uma instalação com um canhão.

Half-Life é um jogo de tiro em primeira pessoa que requer que o jogador realize missões de combate e resolução de quebra-cabeças para progredir. Comparado à maioria dos jogos de tiro em primeira pessoa da época, que contavam com interrupções como cutscenes para detalhar suas tramas, a história de Half-Life é contada inteiramente por meio do recurso de sequências programadas que mantém o jogador no controle da visão em primeira pessoa durante todo o tempo. Para reforçar isso, o jogo não possui cortes de cena, e o jogador raramente perde a habilidade de controlar Gordon, o qual nunca fala e nunca é visto, de fato, no jogo; o jogador enxerga "através de seus olhos" por toda a extensão do jogo. Half-Life não possui "níveis" ou "fases"; é, alternativamente, divido em capítulos cujos títulos aparecem na tela à medida que o jogador avança. O progresso pelo jogo é contínuo, com exceção das interrupções para carregamento.
O jogo regularmente integra quebra-cabeças, tais como navegar por um labirinto de esteiras transportadoras ou utilizar caixas próximas para construir uma pequena escadaria até a área seguinte. Alguns quebra-cabeças envolvem a utilização do ambiente para matar um oponente, como, por exemplo, ligar uma válvula de escape para pulverizar inimigos com vapor quente. Há poucos "chefões" no sentido convencional, onde o jogador derrota um adversário superior por meio de confronto direto. Em vez disso, ocasionalmente, tais organismos constituem os capítulos, e o jogador deve na maioria das vezes utilizar-se do terreno, em vez de poder de fogo, para matar o "chefão". Posteriormente, o jogador recebe um "módulo de salto em distância" para o seu traje HEV, possibilitando-lhe aumentar a distância horizontal e a velocidade dos saltos. O jogador deve contar com essa habilidade para navegar por vários quebra-cabeças de salto em Xen, ambiente próximo ao fim do jogo.
Na maior parte, o jogador batalha sozinho, mas é ocasionalmente auxiliado por personagens não jogáveis; especificamente, guardas de segurança e cientistas. O primeiro pode lutar ao seu lado, e o segundo pode administrar tratamento médico se a tecla de ação for pressionada por um tempo, mas ambos podem ajudar a chegar a novas áreas e revelar informações relevantes do enredo. Uma ampla variedade de inimigos povoa o jogo, incluindo parasitas headcrabs, bullsquids, zumbis headcrab e vortigaunts, todos vindos da dimensão Xen. O jogador também enfrenta oponentes humanos, em particular fuzileiros navais da Unidade de Combate em Ambientes Perigosos (HECU) e assassinos da Black Ops que foram despachados para conter as ameaças extradimensionais e silenciar todas as testemunhas.
A arma icônica de Half-Life é o pé-de-cabra. O jogo também conta com inúmeras armas convencionais, tais como a espingarda Franchi SPAS-12 (com o pacote HD habilitado, o estoque é dobrado) e o revólver Colt Python .357 Magnum e o lança-foguetes, além de armas incomuns que vão desde uma balestra a armas geneticamente modificadas de Xen, tais como uma arma de busca orgânica e parasitas comedores de carne chamados de "snarks". Duas armas experimentais, o canhão tau (apelidado de canhão de Gauss) e a arma de glúons, foram construídas por cientistas nas instalações e são adquiridas pelo jogador posteriormente.

## Enredo

### Ambientação
A maior parte do jogo é ambientada em uma área desértica remota do Novo México, no Centro de Pesquisa Black Mesa, um complexo fictício que apresenta muitas semelhanças tanto com o Laboratório Nacional de Los Alamos quanto com a Área 51,  em algum ponto durante os anos 2000. O protagonista do jogo é o físico teórico Gordon Freeman, detentor de um Ph.D. no MIT. Freeman torna-se um dos sobreviventes de um experimento na Black Mesa que dá terrivelmente errado, quando uma inesperada "cascata de ressonâncias" — um fenômeno fictício — rasga emendas dimensionais, devastando as instalações. Alienígenas vindos de outra dimensão conhecida como Xen subsequentemente entram nas instalações através dessas emendas dimensionais (um evento conhecido como o "Incidente de Black Mesa").
À medida que Freeman tenta sair das instalações em ruínas, descobre que está preso entre dois lados: os alienígenas hostis e a Unidade de Combate em Ambientes Perigosos, uma unidade de operações especiais do Corpo de Fuzileiros Navais dos EUA enviada para encobrir o incidente, eliminando os organismos, além do próprio Dr. Freeman e dos outros sobreviventes da Black Mesa, a fim de silenciá-los. Por todo o jogo, uma figura misteriosa conhecida como o "G-Man" (que não é nomeado na história) regularmente aparece e aparenta monitorar o progresso de Freeman. Por fim, Freeman utiliza a cooperação dos cientistas e oficiais de segurança sobreviventes para chegar ao misterioso "Complexo Lambda" da Black Mesa (simbolizado pelo caractere grego "λ"), onde uma equipe de sobreviventes teletransporta-o ao mundo alienígena Xen para que mate Nihilanth, a gigantesca entidade mantendo a fissura dimensional do lado de Xen aberta.
O enredo do jogo foi originalmente inspirado pelos jogos eletrônicos Doom, Quake (ambos jogos de computador produzidos pela id Software) e Resident Evil (publicado pela Capcom), além do conto/novela de Stephen King O Nevoeiro e de um episódio de The Outer Limits chamado "The Borderland" ("A Fronteira"). Foi posteriormente desenvolvido pelo escritor e autor interno da Valve, Marc Laidlaw, que escreveu os livros Dad's Nuke ("A Arma Nuclear do Papai") e The 37th Mandala ("A 37ª Mandala").

### História
Dr. Gordon Freeman chega atrasado para o trabalho às 8h47 no Centro de Pesquisa Black Mesa, utilizando o sistema de trem da Black Mesa responsável por conduzir os funcionários pelas instalações. Ele chega ao Laboratório de Materiais Anômalos, seu local de trabalho, e é informado pelo oficial de segurança que os cientistas têm um experimento importante para hoje; assim, vai ao vestiário e veste seu traje de proteção. Ele vai no elevador principal do Setor C, e depois se dirige aos andares inferiores do laboratório, chegando no espectrômetro de massa, onde falam que a amostra a ser utilizada nesse dia é a mais rara e também a mais instável com o qual trabalharam. Ele é encarregado de empurrar a amostra ao feixe de varredura do espectrômetro para análise. Contudo, assim que a amostra é empurrada, o espectrômetro explode e cria uma catástrofe repentina chamada de "ressonância em cascata", abrindo um portal entre a Terra e uma dimensão chamada Xen. Freeman é aparentemente teletransportado a uma dimensão alienígena e vislumbra várias formas de vida, incluindo um círculo de vortigaunts, pouco antes de desmaiar.
Freeman acorda na câmara de testes em ruínas e examina o laboratório destruído, repleto de corpos de cientistas e guardas. Ao encontrar sobreviventes, Freeman descobre que a comunicação com o exterior foi completamente perdida e é incentivado a ir à superfície em busca de socorro, já que está protegido pelo traje. Sua jornada consiste em se desviar dos danos estruturais da Black Mesa e se defender das criaturas hostis de Xen, tais como o parasita headcrab, que se prende a um hospedeiro humano antes de escravizá-lo. Ele chega no Setor B, um setor que ainda está infestado de alienígenas do Xen. Assim, ele utiliza um elevador que liga ao Setor C - Centro de Administração. Ele então passa por locais sobre perigo, tais como lâmpadas de choque elétrico, salas de administração com água de perigo elétrico, instalações de turrets e os habitantes do planeta alienígena. Quando chega em uma área com estrutura melhor, outros sobreviventes afirmam que uma equipe de resgate foi enviada, mas então descobrem que a Unidade de Combate em Ambientes Perigosos está matando tanto os organismos quanto os sobreviventes, como parte de um acobertamento do incidente pelo governo.
Freeman luta com fuzileiros navais antes de alcançar a superfície da Black Mesa, onde descobre que cientistas do Complexo Lambda podem ter meios de resolver os problemas criados pela cascata. Gordon viaja até o outro lado das instalações a fim de auxiliá-los. Porém, encontra vários obstáculos pelo caminho, tais como ter de reativar um centro de teste de motores de foguetes para destruir uma gigante criatura de três tentáculos, utilizar um sistema ferroviário antigo para poder chegar e lançar um satélite e ter de enfrentar um grupo de soldados das Operações Negras (os black ops), antes de ser capturado por fuzileiros e jogado em um compactador de lixo. Gordon escapa e consegue chegar a uma parte mais antiga das instalações, onde descobre uma extensa coleção de espécimes coletados de Xen muito antes mesmo do incidente.
Ao chegar à superfície mais uma vez, Gordon se depara com uma zona de guerra. Apesar de terem chamado reforços, os fuzileiros estão sendo dominados pelos alienígenas. Escalando penhascos e navegando por edifícios destruídos, Gordon chega ao subterrâneo seguro. Os fuzileiros começam a evacuar a Black Mesa e iniciam bombardeamento aéreo. Enquanto isso, Gordon atravessa canais de água subterrâneos enquanto alienígenas apanham os fuzileiros restantes. Ele chega ao Complexo Lambda, onde cientistas desenvolveram a tecnologia de teletransporte responsável por possibilitar as viagens a Xen. Após se encontrar com o restante do pessoal, Gordon é informado de que o satélite que lançou para reverter os efeitos da cascata de ressonâncias falhou, pois um ser imensamente poderoso no outro lado da fissura está mantendo-a aberta. Gordon deve, assim, matar esse ser a fim de parar a invasão xeniana. Os cientistas ativam o teletransportador, enviando Gordon a Xen.
Ao entrar em Xen, Gordon encontra os organismos que foram trazidos à Black Mesa, assim como os restos mortais de pesquisadores vestindo trajes HEV que vieram antes dele. Ele luta até chegar a Gonarch, um grande headcrab poedor de ovos, e a um acampamento alienígena. Alcança, depois, uma fábrica massiva de alienígenas, que cria soldados Alien Grunt. Após lutar com criaturas levitantes, encontra um grande portal e o adentra. Em uma grande caverna, Gordon confronta Nihilanth, a entidade que está mantendo a fissura aberta, e a destrói. Nihilanth morre em uma explosão, fazendo com que Gordon fique inconsciente.
Freeman acorda, sem as suas armas para o G-Man, que tem observado Gordon o tempo todo. G-Man elogia as ações de Freeman em Xen. Ele explica que seus "empregadores", acreditando que Freeman tem potencial, autorizaram-no a oferecer-lhe um trabalho. Caso rejeite essa oferta, ser-lhe-á dada uma batalha a qual ele não tem chances de vencer. Quando Gordon aceita, é colocado em estase e parabenizado por G-Man.

## Desenvolvimento
Half-Life foi o primeiro produto da Valve Software, uma desenvolvedora de software sediada em Kirkland, Washington e fundada em 1996 por antigos funcionários da Microsoft, Mike Harrington e Gabe Newell. A Valve se focou no conceito de um jogo de ação 3D com temática de horror usando o motor Quake, licenciado pela id Software. A Valve eventualmente modificou bastante o motor, adicionando, especialmente, animação esquelética e suporte ao Direct3D; um desenvolvedor declarou em uma prévia para a revista PC Accelerator que setenta por cento do motor tinham sido reescritos.[carece de fontes?] A Valve inicialmente teve dificuldades para encontrar uma publicadora, pois muitos acreditavam que seu projeto era muito ambicioso para um estúdio liderado por recém chegados à indústria de jogos eletrônicos; contudo, a Sierra On-Line expressou interesse em fazer um jogo de ação em 3D (computação gráfica), especialmente em um baseado no motor do Quake, e contratou a Valve para um acordo de um jogo.
Projetado para Windows, o motor do jogo GoldSrc era uma versão fortemente modificada do motor Quake da id Software, com porções de código do id Tech 2.
O nome de código original para Half-Life era Quiver, inspirado na base militar Arrowhead da novela de Stephen King O Nevoeiro, uma inspiração inicial para o jogo. Gabe Newell explicou que o nome Half-Life foi escolhido pois evocava o tema, não era clichê e tinha um símbolo visual correspondente: a letra grega λ (lambda minúsculo), que representa a constante de decaimento na equação da meia-vida (half-life, em inglês). De acordo com um dos designers do jogo, Harry Teasley, Doom foi uma grande influência para a maior parte da equipe trabalhando em Half-Life. De acordo com Teasley, eles queriam que Half-Life "assustasse-o assim como Doom fez". Newell sentiu que "Half-Life foi, em muito sentidos, uma resposta reacionária à banalização da experiência do gênero em primeira pessoa. Muitos de nós apaixonaram-se por jogos eletrônicos por conta das possibilidades fenomenológicas do campo, e sentimos que a indústria estava reduzindo a experiência a denominadores mínimos comuns, em vez de explorar tais possibilidades. Nossa esperança era que construir mundos e personagens fosse ser mais atraente do que construir galerias de tiro ao alvo."
As primeiras aparições públicas de Half-Life vieram no início de 1997, durante a Electronic Entertainment Expo daquele ano, onde foram demonstrados principalmente o sistema de animação e a inteligência artificial. A Valve Software contratou o autor de ficção científica Marc Laidlaw em agosto de 1997 para trabalhar nos personagens e level design do jogo. A trilha sonora de Half-Life foi composta por Kelly Bailey. Half-Life estava originalmente planejado para ser lançado no final de 1997, para competir com Quake II, mas foi adiado quando a Valve decidiu que o jogo precisava de uma revisão significativa.
Em uma matéria especial Making Of... para a revista Edge, Newell discutiu as dificuldades iniciais da equipe com o level design. Desesperadamente, um único nível foi montado incluindo cada arma, inimigo, evento pré-programado e truque de level design que os designers tinham arranjado até então. Esse único nível inspirou o estúdio a melhorar o jogo. Como resultado, o estúdio reformulou completamente a inteligência artificial e os níveis do jogo no ano anterior ao seu lançamento. Na E3 de 1998, ganhou o Game Critics Awards de "Melhor Jogo de Computador" e "Melhor Jogo de Ação". A data de lançamento foi adiada várias vezes em 1998 antes de o jogo ser finalmente lançado em novembro daquele ano.
Duas demonstrações oficiais para Half-Life foram lançadas. A primeira, Half-Life: Day One, continha um quinto inicial do jogo completo e fora feita apenas para ser distribuída com certas placas de vídeo. A segunda foi lançada em 12 de fevereiro de 1999. Intitulada Half-Life: Uplink, a demonstração contava com muitas das armas e personagens não jogáveis de Half-Life. Ambientados 48 horas após os eventos inicias do jogo, os níveis de Uplink são variações bastante modificadas dalguns cortados durante a fase de desenvolvimento de Half-Life e que não estão presentes na versão final do jogo completo.

### Nome
Os títulos de Half-Life e de seus pacotes de expansão são todos nomeados a partir de termos científicos. O próprio Half-Life é uma referência à meia-vida (half-life, em inglês) de uma quantidade (tal como de um material radioativo): o tempo necessário para a quantidade decair metade de sua massa inicial. A letra grega lambda, que é apresentada com destaque nas embalagens e na história do jogo, representa a relacionada constante de decaimento como também o Complexo Lambda apresentado no jogo. Opposing Force (em português, força contrária), embora possa assim ser nomeado pelo fato de o jogador assumir o papel de um dos inimigos do original, é também uma referência à terceira lei do movimento de Newton, enquanto que Blue Shift se refere ao deslocamento para o azul (blueshifting, em inglês) da frequência da radiação causado pelo efeito Doppler ou pela relatividade especial, em uma referência paralela ao nome do turno (shift) de trabalho que o personagem principal cumpre (como indicado no manual incluso na versão de varejo do jogo). Em Half-Life: Decay, o título novamente se refere à equação da meia-vida, com o símbolo lambda sendo a constante de decaimento (decay, em inglês). Também se especula que o símbolo Lambda foi escolhido pois se assemelha, de certa forma, a uma figura bastante simplificada de um braço segurando um pé-de-cabra, a primeira arma adquirida por Gordon Freeman e a arma pela qual a série Half-Life é mais famosa.

### Conversões
Half-Life foi portado para o PlayStation 2 pela Gearbox Software e lançado em 2001. Esta versão do jogo teve uma revisão significativa tanto em termos dos modelos dos personagens quanto das armas, além de níveis e geometria do mapa mais avançados e estendidos, incorporados a partir de um trabalho prévio de uma versão planejada para o Dreamcast. Também foi adicionada uma expansão cooperativa chamada Half-Life: Decay, que permitia se jogar como duas cientistas, Drª. Cross e Drª. Green, na Black Mesa. Outra característica interessante possibilitava aos jogadores usar um mouse e teclado USB, algo previamente não usado na plataforma.
Versões para o Dreamcast e para o Mac OS "clássico" foram essencialmente concluídas, mas nunca lançadas comercialmente. A Gearbox Software fora escalada para lançar uma conversão para o Dreamcast sob um contrato da Valve e sua então publicadora Sierra On-Line, próximo ao fim de 2000. No European Computer Trade Show de 2000, uma compilação do jogo podia ser jogada no stand da publicadora, e os desenvolvedores Randy Pitchford e Brian Martel estavam presentes para demonstrá-la e dar entrevistas para a imprensa. A versão para Dreamcast renovou os gráficos do jogo com o dobro da contagem de polígonos dos modelos originais. Assim como Opposing Force para computador e Decay para o PS2, a versão para Dreamcast deveria ter a sua própria expansão exclusiva, Blue Shift. Contudo, apesar de estar apenas a algumas semanas do lançamento, foi cancelada; A Sierra anunciou isso "devido às mudanças nas condições do mercado" iniciada por um abandono do Dreamcast por terceiros e o encerramento da produção do console em si. A edição para Dreamcast, em um estado quase acabado, eventualmente vazou na internet.
Naquele ano, a Sierra On-Line demonstrou sua conversão para o PlayStation 2 na E3 de 2001. Esta versão foi lançada na América do Norte no fim de outubro do mesmo ano, seguida por um lançamento na Europa apenas um mês depois. Na mesma época, Half-Life: Blue Shift, que se destinava a ser uma história paralela exclusiva para o Dreamcast, foi eventualmente lançado para Windows como o segundo Pacote de Extensão para o Half-life. Contava com o "High Definition Pack", modelos atualizados originalmente para a versão do Dreamcast, que reformulava os gráficos do Half-Life original e também do Opposing Force.
Em 24 de janeiro de 2013, a Valve lançou oficialmente sua conversão para o Linux, disponibilizando-a no Steam. Em 25 de janeiro de 2013, uma versão do jogo para Mac OS X foi lançada no Steam, mas não oficialmente anunciada ou mesmo mencionada na sua loja de jogos.

## Expansões e sequências

### Expansões
Dois pacotes de expansão pela desenvolvedora externa Gearbox Software foram lançados para a versão de computador: Half-Life: Opposing Force (1999) e Half-Life: Blue Shift (2001). O primeiro coloca o jogador de volta na Black Mesa durante os eventos de Half-Life, mas desta vez na perspectiva de Adrian Shephard, um dos fuzileiros navais da Unidade de Combate em Ambientes Perigosos enviados para encobrir as evidências do incidente. Introduziu várias armas novas, novos personagens não jogáveis, tanto amigos quanto inimigos, e novas áreas ainda não vistas das instalações. A expansão é mais curta do que Half-Life, contendo 11 capítulos comparados aos 19 do original.
Blue Shift coloca mais uma vez o jogador de volta na linha do tempo de Half-Life na Black Mesa, desta vez como Barney Calhoun, um dos guardas de segurança das instalações. A expansão foi originalmente desenvolvida como uma missão bônus para a versão cancelada do Dreamcast. Blue Shift veio com o High Definition Pack, que deu ao jogador a opção de atualizar a aparência do conteúdo de Half-Life, Opposing Force e do novo Blue Shift. Blue Shift teve relativamente pouco conteúdo novo comparado a Opposing Force: além de algumas variações em modelos já existentes, todo o conteúdo já estava presente no Half-Life original.
Half-Life: Decay foi outra expansão pela Gearbox, lançada apenas como um adicional para a versão de PlayStation 2 de Half-Life. O adicional contava com jogabilidade cooperativa, onde dois jogadores poderiam resolver quebra-cabeças ou lutar contra os muitos inimigos do universo Half-Life.
Em 2000, um pacote de compilação intitulado de Half-Life: Platinum Pack foi lançado, incluindo (juntamente com seus respectivos manuais) Half-Life, Counter-Strike, Team Fortress Classic e Half-Life: Opposing Force. Em 2002, o pacote foi relançado com os novos títulos de Half-Life Platinum Collection e Half-Life: Generation. Essas novas iterações também incluíam o pacote de expansão Half-Life: Blue Shift; embora, se fossem registrados no Steam, incluiriam também Day of Defeat, assim como Ricochet e Deathmatch Classic. Em 2005, Half-Life 1: Anthology foi lançado, contendo versões somente para o Steam dos seguintes jogos em um único DVD: Half-Life, Half-Life: Opposing Force, Half-Life: Blue Shift e Team Fortress Classic.

### Sequências
A sequência, Half-Life 2, era meramente um rumor até que foi finalmente revelada na E3, em maio de 2003, provocando um frenesi cercando o jogo. O jogador novamente assume o papel de Gordon Freeman, desta vez 20 anos após o incidente da Black Mesa, na distópica "Cidade 17" do Leste Europeu, onde precisa lutar como parte de uma rebelião contra o regime alienígena. Após uma série de controvérsias e atrasos, Half-Life 2 foi lançado em 16 de novembro de 2004.
Em 1º de junho de 2006, Half-Life 2: Episode One foi lançado. Foi anunciado como parte de uma trilogia de episódios, da qual o segundo foi lançada em 10 de outubro de 2007 juntamente com o The Orange Box. O terceiro episódio na trilogia Half-Life ainda está para ser lançado.

### Remakes
Para experienciar em primeira-mão o processo pelo qual os criadores de mods teriam que passar com o novo motor, a Valve portou Half-Life (apelidado de Half-Life: Source) e Counter-Strike para o seu novo motor Source. Half-Life: Source é uma conversão direta, desprovida de qualquer conteúdo novo ou do High Definition Pack do Blue Shift. No entanto, tira proveito dos shaders de pixeis e vértices para efeitos de água mais realísticos, assim como do motor de física realístico de Half-Life 2. Também foram adicionados vários outros recursos de Half-Life 2, incluindo mapas de luz dinâmicos melhorados, mapas de vértices, física realística em personagens e um sistema de mapa de sombras com texturas especulares e mapas normais mais limpos e de mais alta resolução, assim como a utilização de texturas com sombras suaves produzidas por renderização, encontradas no motor Source de Half-Life 2, juntamente com a substituição dos céus antigos pré-renderizados em 16 bits por versões em 3D. A conversão de Half-Life possui muitos dos potenciais gráficos do motor Source juntamente com suas deficiências de controle. Half-Life: Source está disponíveis em edições especiais de Half-Life 2 ou separadamente no Steam.
Half-Life: Source foi criticado por não utilizar completamente muitos dos recursos do motor Source encontrados em Half-Life 2, uma vez que ainda usa texturas e modelos do jogo original. Em resposta a isso, um mod remake não oficial chamado de Black Mesa foi desenvolvido. A primeira parte da modificação Black Mesa foi lançada em 14 de setembro de 2012, e a segunda parte prometida para chegar depois.
Em 10 de junho de 2005, a Valve anunciou, através de seu serviço de notícias de atualização do Steam, uma conversão próxima de Half-Life Deathmatch, a porção multijogador do jogo original, similar à conversão de Half-Life: Source. Nenhuma data de lançamento exata foi dada, simplesmente as palavras "nas próximas semanas..." Em 2 de julho de 2005, Half-Life Deathmatch: Source foi lançado.

## Recepção e legado
A recepção pública de Half-Life foi esmagadoramente positiva, em termos de análises, aclamações e vendas. O jogo já conseguiu mais de 50 premiações de Jogo do Ano. O site IGN colocou o jogo na sua lista de "dez mais influentes jogos de todos os tempos".
Half-Life foi aclamado universalmente, ganhando uma qualificação média 96 de 100 on site de revisão agregada Metacritic. Jeff Green da Computer Gaming World disse que o jogo "não é somente um dos melhores jogos do ano. É um dos melhores jogos de qualquer ano, um clássico instantâneo que está a milhas de distância melhor que a competição imediata, e - em sua forma de um jogador - é o melhor jogo de tiro desde o Doom original". IGN descreveu-o como "um tour de force em design de jogos, o jogo de tiro de primeira pessoa de um jogador definitivo".
A experiência imersiva e interação com o ambiente foi citada por vários críticos com revolucionária. Allgame disse "Não é todo dia que você se depara com um jogo que revoluciona totalmente um gênero inteiro, mas Half-Life simplesmente fez isso". Hot Games comentou que o realismo do jogo, e como o ambiente "contribui para uma experiência totalmente imersiva que faz qualquer outro parecer de má qualidade em comparação". Gamers Depot achou o jogo atraente, declarando que eles estariam "a jogar em um período de jogos mais imersivos".
Apesar de toda a aclamação que o jogo recebeu, existiram algumas reclamações. The Electric Playground disse que Half-Life foi uma "experiência de entretenimento imersiva e atraente", mas disse que isso só durou até a primeira metade do jogo, explicando que o jogo "atingiu o ápice muito cedo".
Guinness World Records premiou Half-Life com o recorde mundial de Jogo de Tiro de Primeira Pessoa Mais Vendido de Todos os Tempos (PC) em Guinness World Records: Gamer's Edition 2008.
Um curta metragem baseado em Half-Life intitulado Half-Life: Uplink foi desenvolvido por Cruise Control, uma agência de marketing britânica, e lançado em 15 de Março de 1999. Porém, Sierra o retirou de circulação, após ela e Valve tiverem problemas de licenciamento com a Cruise Control sobre o filme. O curta foi mal recebido pela crítica. O enredo do filme envolve um aspirante a jornalista que se infiltra na Black Mesa Reserch Facility, tentando descobrir o que aconteceu após o incidente.